# 片山伍一
片山 伍一（かたやま ごいち、1921年5月27日 - 2001年1月28日）は、日本の経営学者。九州大学名誉教授。日本経営財務研究学会会長や、日本学術会議会員を務めた。勲二等瑞宝章受章。

## 人物・経歴
熊本県生まれ。1953年九州大学経済学部卒業。馬場克三門下。同年九州大学経済学部助手。1958年九州大学経済学部助教授（経営学講座）。1960年九州大学経済学部助教授（経営財務論講座（新設））。1968年九州大学経済学部教授（経営財務論講座）。1977年日本学術会議会員（第3部）。1986年日本経営財務研究学会会長。退官後、福岡大学教授、九州大学名誉教授。1995年勲二等瑞宝章受章。指導学生に丑山優九州大学名誉教授など。2001年1月28日、大腸癌のため死去。

## 著作
- 『現代日本の株式会社』（野口祐, 荒川邦寿と共編著）南雲堂深山社 1973年
- 『経営財務論』（後藤泰二と共編）編著 ミネルヴァ書房 1983年
- 『現代株式会社の支配機構』（後藤泰二と共編）ミネルヴァ書房 1983年
- 『講座経営経済学 3』（後藤泰二と共編）ネルヴア書房 1987年
- 『現代企業の支配と管理 : 片山伍一教授古稀記念』（編著）ミネルヴァ書房 1992年